# قبله (گروه)
قبله (عربی: قبلة) یک سازمان سیاسی و شبه‌نظامیِ اسلامگرا است که در آفریقای جنوبی مستقر است و اعضای آن هم از شیعیان و هم از اهل سنت هستند. این گروه رادیکال توسط احمد قاسم در سال ۱۹۷۹ تأسیس شد. احمد قاسم بیشتر دوران بزرگسالی خود را در زندان‌های رژیم آپارتاید در جزیره روبن گذراند.
این گروه همراه با سایر سازمان‌هایی که وقف مبارزه با آپارتاید بودند برای حذف آپارتاید مبارزه می‌کرد. گروه به منظور پیشبرد اسلام در آفریقای جنوبی تأسیس شد. سازمان قبله توسط وزارت امور خارجه ایالات متحده به عنوان یک گروه تروریستی شناخته شده‌است.

## سازمان
زمانی که سازمان قبله در سال ۱۹۷۹ در آفریقای جنوبی تأسیس شد، زمان آشفتگی در آفریقای جنوبی بود. رژیم آپارتاید کنترل حکومت را در دست داشت و اسلام هنوز یک دین سرکوب شده بود. مسلمانان برای اولین بار در سال ۱۶۵۸ به آفریقای جنوبی آمدند و بیشتر آنها به عنوان برده آمده بودند. در دهه ۱۹۷۰ و ۱۹۸۰، برخی از مسلمانان شروع به فعالیت برای برقراری عدالت اجتماعی-سیاسی کردند. علاوه بر قبله جنبش‌هایی مانند انجمن دانشجویان مسلمان (MSA)، جنبش جوانان مسلمان (MYM) و دعوت اسلام (COI) در آن زمان شکل گرفت.
دولت آفریقای جنوبی که سعی در برقراری ارتباط با ایران بود، رشد گروه‌های اسلام‌گرا را در این کشور نادیده گرفت. علاوه بر این، القاعده نیز در آفریقای جنوبی ایجاد پایگاه کرده بود. رهبر قبله، احمد قاسم، توسط دولت ایالات متحده به عنوان یک فرد رادیکال تلقی می‌شد. ایالات متحده معتقد بود که قبله در جهت ایجاد حکومت اسلامی بر مبنای انقلاب ایران شکل گرفته‌است. آنها اعتقاد داشتند که اعضای قبله در لیبی نیز آموزش نظامی می‌بینند.
این سازمان همچنین دارای دو سازمان وابسته است که در امور خیریه و آموزش فعالیت می‌کنند. گزارش شده‌است که «سازمان مستضعفین» اولین سازمان امدادی بود که در مناطق تحت تأثیر طوفان کیپ تاون دهه ۱۹۹۰ وارد عمل می‌شد. این سازمان وابسته به قبله در حال حاضر همچنان خدمات حمایتی و امدادی را به جوامع مختلف محروم در آفریقای جنوبی ارائه می‌دهد. سازمان وابستۀ دیگر به نام «بنیاد اقرأْ»، یک سازمان مبتنی بر آموزش است که در میان جوامع محروم مشغول فعالیت است.